# Roy Curvers
Roy Curvers (* 27. Dezember 1979 in Haelen) ist ein ehemaliger niederländischer Radrennfahrer und späterer Coach.

## Sportliche Laufbahn
Roy Curvers begann seine Karriere 2003 bei dem niederländischen Radsportteam Van Hemert Groep Cycling. In seinem ersten Jahr konnte er das französische Eintagesrennen Grand Prix de Dourges für sich entscheiden. In der Saison 2006 wurde Curvers Dritter bei der Noord-Nederland Tour und 2007 gewann er eine Etappe bei der Olympia’s Tour. 2011 siegte er beim belgischen Eintagesrennen Halle–Ingooigem. im Jahr 2013 wurde er Dritter beim GP Impanis-Van Petegem.
Seit dem Jahr 2008 fuhr Curvers für Skil-Shimano und bestritt für dieses Team, welches mehrmals den Namen wechselte unter anderem sechsmal die Tour de France, die er jedes Mal beenden konnte. Nach Abschluss der Saison beendete er seiner Laufbahn als Aktiver und wurde Coach dieser Mannschaft.

## Erfolge
2003
- Grand Prix de Dourges

2007
- eine Etappe Olympia’s Tour

2011
- Halle–Ingooigem

## Grand-Tour-Platzierungen
| Grand Tour            | 2011 | 2012 | 2013 | 2014 | 2015 | 2016 | 2017 | 2018 | 2019 |
| --------------------- | ---- | ---- | ---- | ---- | ---- | ---- | ---- | ---- | ---- |
| Giro d’ItaliaGiro     | –    | –    | –    | –    | –    | –    | –    | 128  | –    |
| Tour de FranceTour    | –    | 135  | 145  | 116  | 101  | 122  | 142  | –    | –    |
| Vuelta a EspañaVuelta | 156  | –    | –    | –    | –    | –    | –    | –    | –    |

## Teams
- 2003 Van Hemert Groep Cycling
- 2004 Van Hemert-Eurogifts
- 2005 Eurogifts.com
- 2006 Procomm-Van Hemert
- 2007 Time-Van Hemert
- 2008 Skil-Shimano
- 2009 Skil-Shimano
- 2010 Skil-Shimano
- 2011 Skil-Shimano
- 2012 Team Argos-Shimano
- 2013 Team Argos-Shimano
- 2014 Team Giant-Shimano
- 2015 Team Giant-Alpecin
- 2016 Team Giant-Alpecin
- 2017 Team Sunweb
- 2018 Team Sunweb
- 2019 Team Sunweb